# Padre Gallo (telenovela de 1977)
Padre Gallo es una telenovela chilena producida por Protab y emitida por Canal 13 en 1977. Es la segunda versión de la telenovela chilena del mismo nombre de 1970. Protagonizada por Rafael Benavente, Sonia Viveros y Héctor Noguera.

## Argumento
La historia se desarrolla en un pueblito del centro de Chile, que está esperando con desesperación la llegada de un nuevo sacerdote ya que la gente está muy alborotada. La persona que llega al pueblo no es un sacerdote, sino "El Gallo" (Rafael Benavente), un famoso bandido al que persigue la policía justo cuando iba a cruzar la cordillera. En el pueblo confunden al "Gallo" con el sacerdote. De ese modo el pueblo tiene al "padre Gallo", que, como poco sabe de liturgia, vive cometiendo errores.
Una historia protagonista es el romance entre Patricio de los Robles y la misteriosa Brisa (Sonia Viveros) a la que solo puede ver de noche. En realidad Brisa esconde su identidad haciéndose pasar por Serafín, un niñito que vive con su abuela. La familia de Patricio no quiere ese romance, finalmente se descubre que Brisa era hija de un tío de Patricio y por lo tanto heredera de una parte de la fortuna familiar. Brisa se disfrazaba para que no la molestaran los hombres.

## Reparto
- Rafael Benavente como Gallo, el padre del pueblo.
- Sonia Viveros como Brisa / Serafín, mozo de la pulpería
- Héctor Noguera como Patricio, ahijado del propietario del pueblo.
- Pepe Rojas como el alcalde del pueblo.
- Gabriela Medina como Carmela, esposa del alcalde.
- Mane Nett como Nina, hija del alcalde.
- Archibaldo Larenas como Fabián, propietario del fundo.
- Amelia Requena como Aurora, mujer de Fabián.
- Walter Kliche como Víctor, mayordomo del fundo.
- Jorge Yáñez como Juan Francisco, mozo del fundo.
- Guillermo Bruce como Pepe, propietario de la pulpería.
- Pury Duarte como Natalia, cocinera de la pulpería.
- Ana María Palma como Yolanda, maestra de la escuela.
- Mireya Véliz como Gladys, recepcionista del correo.
- Greta Nilson como Miriam, telefonista.
- Tennyson Ferrada como Simón, médico del pueblo.
- Pepe Harold como el Mudo, parroquiano de la pulpería.
- Alberto Chacón como parroquiano de la pulpería.
- Fritz Kuhne como parroquiano de la pulpería.

## Ficha técnica
- Idea original y guion: Arturo Moya Grau
- Productor ejecutivo: Ricardo Miranda
- Director: José Caviedes
- Productor: Celino Hernández
- Ambientación: Ricardo Moreno
- Empresa de producción: Protab
- Cadena: Canal 13

## Adaptaciones
- 1970: El padre Gallo (telenovela chilena): Telenovela chilena producida por Protab para Televisión Nacional de Chile y protagonizada por Leonardo Perucci, Peggy Cordero y Arturo Moya Grau en el personaje del Padre Gallo.[2] Fue transmitida el 21 de agosto de 1970 en horario diurno (15:00 horas).[3]
- 1986: El padre Gallo (telenovela mexicana): Adaptación mexicana producida por Juan Osorio para Televisa en 1986 y protagonizada por Alejandra Ávalos, Fernando Ciangherotti y Ernesto Gómez Cruz como el padre Gallo.